# Bankrobber
Bankrobber és un segell musical nascut l'any 2001 entre Barcelona i la Bisbal d'Empordà dedicat a la música pop-rock. Ha publicat discos d'artistes com Holland Park, El Chico Con La Espina En El Costado, Guillamino, Mazoni, Sanjosex, Tarannà, Le Petit Ramon, El Petit de Cal Eril, Espaldamaceta, Els Surfing Sirles, Mr. Hubba & el Mono Inventor, Esperit!, Isaac Ulam, Sanjays, Macho, Judit Neddermann, The Gramophone Allstars, Renaldo & Clara, Xarim Aresté, Inspira, Pacosan, Macrobukkake, Les Cruet, Fetus, Carles Viarnès, Marialluïsa, Maria Jaume, Chaqueta de Chándal, Lu Rois, Lluís Cabot, Da Souza, Selva Nua, Magalí Datzira, Barba Corsini, Azul, Elle León i Filipin Yess. Bankrobber està format per Marçal Lladó, Xavier Riembau, Jordi Pi i Ramon Ponsatí.